# Quo Vadis (Band)
Quo Vadis ist eine kanadische Band aus Montreal. Ihre Musik ist geprägt von Melodic Death Metal, Technical Death Metal und Progressive Metal und zeichnet sich unter anderem durch rhythmisch anspruchsvolle (Gitarren-)Parts aus (z. B. ungewöhnliche Taktarten oder Wechsel derselben).

## Geschichte
Quo Vadis wurden 1992 in Kanada gegründet. 1995 wurde ein Demoalbum eingespielt, ein Jahr später erschien das Debütalbum Forever, das in Deutschland bei Earth AD veröffentlicht wurde. 2007 spielte die Band im Vorprogramm von Kataklysm.
Im September 2008 erfolgte eine Umbesetzung.

## Diskografie
Alben
- 1996: Forever…
- 2000: Day into Night
- 2004: Defiant Imagination
- 2005: Defiant Indoctrination (Live)
- 2007: Live in Montreal (Live)

Sonstiges
- 1995: Quo Vadis (Demo)
- 2001: Passage in Time (EP, enthält die Demo Quo Vadis)